# Encyrtocephalus io
Encyrtocephalus io är en stekelart som beskrevs av Girault 1931. Encyrtocephalus io ingår i släktet Encyrtocephalus och familjen puppglanssteklar. Inga underarter finns listade i Catalogue of Life.